# Focke-Wulf A 7
Die Focke-Wulf A 7 oder Focke-Wulf A VII war ein deutsches Leichtflugzeug der 1920er Jahre. Sie war die erste ausgereifte Konstruktion, die in Zusammenarbeit der beiden Flugzeugbauer Henrich Focke und Georg Wulf entwickelt wurde und auf deren Grundlage sie 1923 ihr Unternehmen Focke-Wulf begründeten.

## Geschichte
Henrich Focke begann im Herbst 1910 sein Studium an der TH Hannover, wo er im Jahr darauf Hans Kolthoff kennenlernte, mit dem er einige Motorflugzeuge entwickelte, deren Auslegung sich an der Etrich-Taube orientierte und von denen die am 28. Juli 1928 erstmals geflogene A 5 das erfolgreichste war. In dieser Zeit begann auch die gemeinsame Arbeit mit Georg Wulf. Der Beginn des Ersten Weltkriegs unterbrach zunächst diese frühe Zusammenarbeit, die aber nach Kriegsende zwischen Focke und Wulf fortgesetzt wurde. Nachdem Focke zunächst sein durch den Krieg unterbrochenes Studium 1920 mit einem Diplom in Maschinenbau abschloss und Wulf ein solches am Technikum Bremen aufnahm, entwickelte das Duo den vor dem Krieg begonnenen und nichtvollendeten Entwurf der A 6 zur A 7 weiter. Der Bau erfolgte im Keller des Focke-Museums, in dem die nichtvollendete A 6 seit 1914 eingelagert war. Wie ihre Vorläufer war die A 7 ein der Tauben-Bauart ähnlicher, verspannter und für eine zweiköpfige Besatzung ausgelegter Eindecker mit einem Kastenrumpf und Zanonia-Flügel. Als Motor diente ein bereits in der A 5 zum Einsatz gekommener Argus-Motor von 1910, den Focke für 500 RM von dem Fliegerschulenbesitzer Oskar Müller erworben hatte, für den zur Optimierung der Ölversorgung für die Zylinder eine geteilte Ölwanne konstruiert wurde. Andere Teile wie Wasserkühler und Geschwindigkeitsmesser stammten aus einem ausgeschlachteten Flugzeugwrack.
Obwohl Deutschland durch die alliierten Siegermächte die Herstellung von Flugzeugen untersagt war und die für die Überwachung des Verbots zuständigen Stellen vom Vorhandensein der A 7 unterrichtet waren, schritten sie offenbar nicht ein. Das Flugzeug wurde vollendet und zum Neuenlander Feld transportiert, wo Georg Wulf im November 1921 den Erstflug durchführte. Im Dezember wurde das lediglich in einem Militärzelt auf dem Platz untergestellte Flugzeug durch einen Sturm bei dessen Einsturz stark beschädigt, konnte aber bis zum Sommer 1922 wieder instand gesetzt werden. Bei nachfolgenden Flügen erwies sich die Konstruktion als zuverlässig, Die A 7 erregte zudem einiges Aufsehen, da sie das erste in Bremen hergestellte Flugzeug war, das offiziell in den öffentlichen Luftverkehr übernommen wurde. Die dafür nötigen Abnahmeflüge begannen am 19. Oktober 1922 und wurden mit der Registrierung als D–264 im Frühjahr 1923 beschlossen. Ein Kurbelwellenbruch erzwang eine Aussetzung weiterer Flüge, konnte aber mit Unterstützung von Hansa-Lloyd behoben werden. Im Folgenden diente die A 7 innerhalb der von Focke-Wulf im August 1924 eröffneten Fliegerschule als Schulflugzeug, mit der bei etwa 3000 Flügen je nach Quelle zwischen 30 und 74 Schüler das Fliegen erlernten, darunter auch Gerd Achgelis. Als Fluglehrer und Leiter fungierte Georg Wulf und nach dessen Tod ab 1927 Cornelius Edzard, der gleichzeitig als Einflieger beschäftigt war und bis 1933 sämtliche Focke-Wulf-Konstruktionen testete. Edzard schulte mit der A 7 beispielsweise Ehrenfried Günther Freiherr von Hünefeld vor dessen Atlantiküberquerung. Auch als Lufttaxi kam die A 7 zum Einsatz. Der erfolgreiche und prestigeträchtige Einsatz des auch als „Storch“ bezeichneten Musters in Bremen trugen letztlich entscheidend dazu bei, dass Henrich Focke und Georg Wulf die benötigte finanzielle Unterstützung erhielten, die am 24. Oktober 1923 zur Gründung der Bremer Flugzeugbau Aktien-Gesellschaft führte, aus der am 2. Januar 1924 die Focke-Wulf AG hervorging. Die bereitgestellten Gelder ermöglichten es auch unter anderem, die A 7 mit einem luftgekühlten Sh-4-Sternmotor mit 55 PS auszurüsten.
Die A 7 wurde nach langjährigem Einsatz bei Focke-Wulf in Bremen im Februar 1932 außer Dienst gestellt und soll anschließend in die Deutsche Luftfahrtsammlung Berlin integriert worden sein, wo sie wahrscheinlich bei einem Luftangriff am Ende des Zweiten Weltkriegs zerstört wurde.

## Technische Daten
| Kenngröße             | Daten                                                   |
| --------------------- | ------------------------------------------------------- |
| Besatzung             | 1–2                                                     |
| Spannweite            | 14,00 m                                                 |
| Länge                 | 8,40                                                    |
| Flügelfläche          | 25,0 m²                                                 |
| Flügelstreckung       | 7,8                                                     |
| Leermasse             | 440 kg                                                  |
| Startmasse            | 630 kg                                                  |
| Antrieb               | ein wassergekühlter Argus-Reihenmotor mit 50 PS (37 kW) |
| Höchstgeschwindigkeit | 100 km/h                                                |
| Reisegeschwindigkeit  | 85 km/h                                                 |
| Landegeschwindigkeit  | 65 km/h                                                 |
| Steigzeit             | 16 min auf 1100 m Höhe                                  |
| Dienstgipfelhöhe      | 3000 m                                                  |